# Сантонуово (Пистоја)
Сантонуово је насеље у Италији у округу Пистоја, региону Тоскана.
Према процени из 2011. у насељу је живело 901 становника. Насеље се налази на надморској висини од 49 м.